# Phyllanthus pycnophyllus
Phyllanthus pycnophyllus är en emblikaväxtart som beskrevs av Johannes Müller Argoviensis. Phyllanthus pycnophyllus ingår i släktet Phyllanthus och familjen emblikaväxter. Inga underarter finns listade i Catalogue of Life.